# Nikša Trstenjak
Nikša Trstenjak (* 12. November 1990 in Zagreb, SFR Jugoslawien) ist ein kroatischer Eishockeyspieler, der seit 2011 beim KHL Mladost Zagreb unter Vertrag steht und mit ihm seit 2015 in der slowenischen Eishockeyliga spielt. Auch im Inlinehockey ist er kroatischer Nationalspieler.

## Karriere
Nikša Trstenjak begann seine Karriere als Eishockeyspieler in seiner Heimatstadt in der Nachwuchsabteilung des KHL Mladost Zagreb, für dessen Profimannschaft er von 2004 bis 2009 in der kroatischen Eishockeyliga und in den Spielzeiten 2005/06 und 2008/09 parallel in der slowenischen Eishockeyliga aktiv. Sein größter Erfolg mit Mladost Zagreb war der Gewinn des kroatischen Meistertitels 2008. 
Zur Saison 2009/10 wechselte Trstenjak innerhalb der kroatischen Hauptstadt zum kroatischen Rekordmeister KHL Medveščak Zagreb, mit dem er 2010 und 2011 ebenfalls den nationalen Meistertitel gewann. Zudem lief er zwölf Mal für Medveščak in der Österreichischen Eishockey-Liga auf, in der er dabei punktlos blieb sowie 26 Mal in der neu gegründeten multinationalen Slohokej Liga. In der Saison 2010/11 trat er parallel zum Spielbetrieb der kroatischen Eishockeyliga für das Team Zagreb, das gemeinsame Projekt der Zagreber Spitzenteams, in der Slohokej Liga an. 
Zur Saison 2011/12 kehrte Trstenjak zum KHL Mladost Zagreb zurück. Seit 2015 spielt er mit dem Klub in der slowenischen Eishockeyliga.

### International
Für Kroatien nahm Trstenjak im Juniorenbereich an den U18-Junioren-Weltmeisterschaften der Division II 2005, 2006, 2007 und 2008 sowie den U20-Junioren-Weltmeisterschaften der Division II 2007, 2008 und 2009 und der Division I 2010 teil. 
Im Seniorenbereich stand er im Aufgebot seines Landes bei der Weltmeisterschaft der Division I 2009 sowie bei der Qualifikation zu den Olympischen Winterspielen 2010 in Vancouver und 2014 in Sotschi.

### Inlinehockey
Neben Eishockey spielt Trstenjak auch Inlinehockey. Er nahm mit der kroatischen Inlinehockeynationalmannschaft an der IIHF Inlinehockey-Weltmeisterschaft 2013 in Dresden an der Division I teil.

## Erfolge und Auszeichnungen
- 2008 Kroatischer Meister mit dem KHL Mladost Zagreb
- 2010 Kroatischer Meister mit dem KHL Medveščak Zagreb
- 2011 Kroatischer Meister mit dem KHL Medveščak Zagreb

### International
- 2009 Aufstieg in die Division I bei der U20-Junioren-Weltmeisterschaft der Division II, Gruppe B

## Statistik
(Stand: Ende der Saison 2010/11)